# Nicholas Winton
Sir Nicholas George Winton (Hampstead, 19 mei 1909 – Slough, 1 juli 2015) organiseerde de redding van 669 voornamelijk Joodse kinderen uit het bezette Tsjecho-Slowakije aan de vooravond van de Tweede Wereldoorlog. Deze operatie werd later bekend als het Tsjechische kindertransport. Winton vond huizen voor de kinderen en regelde voor hen een veilige overtocht naar Groot-Brittannië.

## Biografie
Nicholas Winton was de zoon van Duitse Joden die twee jaar voor zijn geboorte naar Londen waren verhuisd. De familienaam was Wertheim, maar zijn ouders veranderden hun naam in Winton in hun streven naar integratie. Zij bekeerden zich tot het christendom en Winton werd gedoopt. In 1923 ging hij naar een particuliere school, die hij echter voor zijn eindexamen verliet. Terwijl hij als vrijwilliger voor de Midland Bank werkte, ging hij naar de avondschool. Daarna werkte hij bij banken in Hamburg, Berlijn en Parijs. Na zijn terugkeer in Londen werd hij effectenmakelaar op de Beurs van Londen.

### Humanitair werk
Kort voor Kerstmis 1938 maakte Winton plannen voor een skivakantie in Zwitserland. Hij besloot in plaats daarvan Praag te bezoeken om Martin Blake te helpen, een medewerker van het Britse Committee for Refugees from Czechoslovakia die had gevraagd hem te assisteren bij Joods maatschappelijk werk. In zijn eentje zette Winton een organisatie op om kinderen van Joodse families te helpen die gevaar liepen door de nazi's. Hij hield kantoor aan een restauranttafel in zijn hotel aan het Wenceslausplein.
In november 1938, na de Kristallnacht in nazi-Duitsland, keurde het Britse Lagerhuis een maatregel goed om vluchtelingen jonger dan zeventien jaar in Groot-Brittannië toe te laten, mits zij een verblijfplaats hadden en een borg van vijftig pond werd betaald voor hun terugkeer naar hun vaderland.
Ook anderen, zoals de Nederlandse Truus Wijsmuller-Meijer en de Berlijnse Recha Freier organiseerden reizen met kinderen uit nazigebied.

### Nederland
Een belangrijk obstakel was toestemming te krijgen om door Nederland te trekken, want de kinderen moesten in Hoek van Holland inschepen op de veerboot. Na de Kristallnacht had de Nederlandse regering de grenzen gesloten voor Joodse vluchtelingen. De marechaussee zocht actief naar ze en stuurde elke gevonden vluchteling terug naar Duitsland.
Dankzij de garanties die hij uit Groot-Brittannië had gekregen, slaagde Winton in zijn opzet. Na de eerste trein verliep de doortocht door Nederland goed. Winton vond huizen in Groot-Brittannië voor 669 kinderen, van wie veel ouders in Auschwitz zouden omkomen. Wintons moeder werkte met hem samen om de kinderen in huizen en later in jeugdherbergen onder te brengen. De hele zomer plaatste Winton advertenties om gezinnen te zoeken die ze wilden opnemen. De laatste groep van 250, die Praag op 1 september 1939 zou verlaten, bereikte de veiligheid niet: Hitler was Polen binnengevallen en de Tweede Wereldoorlog was begonnen. Nagenoeg alle kinderen in de laatste trein kwamen tijdens de oorlog om het leven.

### Tweede Wereldoorlog
Winton werd erkend als gewetensbezwaarde en diende tijdens de oorlog aanvankelijk bij het Rode Kruis, maar in 1940 overwon hij zijn bezwaren en ging in dienst bij de Royal Air Force. In februari 1945 kreeg hij de militaire rang flying officer. Bij zijn ontslag uit de luchtmacht in mei 1954 behield hij de rang flight lieutenant.

### Na de oorlog
Na de oorlog werkte hij voor de International Refugee Organisation en de Wereldbank in Parijs, waar hij zijn latere echtgenote, de Deense Grete Gjelstrup leerde kennen. Zij vestigden zich in het Engelse Maidenhead, waar hij werk vond op de financiële afdeling van verschillende bedrijven.

## Erkenning
Winton zweeg jarenlang over zijn humanitaire acties, tot zijn vrouw Grete in 1988 op hun zolder een gedetailleerd plakboek vond. Het bevatte lijsten van de kinderen, met inbegrip van de namen van hun ouders en de namen en adressen van de gezinnen die hen hadden opgenomen. Via brieven naar deze adressen werden tachtig van "Wintons kinderen" in Groot-Brittannië gevonden.
De wereld hoorde dat jaar van zijn werk tijdens een uitzending van het BBC televisieprogramma That's Life, waar hij uitgenodigd was als publiek. Op zeker moment werd Wintons plakboek getoond, en uitgelegd wat hij had bereikt. Esther Rantzen, de gastvrouw van het programma, vroeg of er onder het publiek iemand was die zijn leven aan Winton te danken had en als dat zo was, of die dan wilde opstaan. Meer dan twee dozijn mensen rondom Winton gingen staan en applaudisseerden.

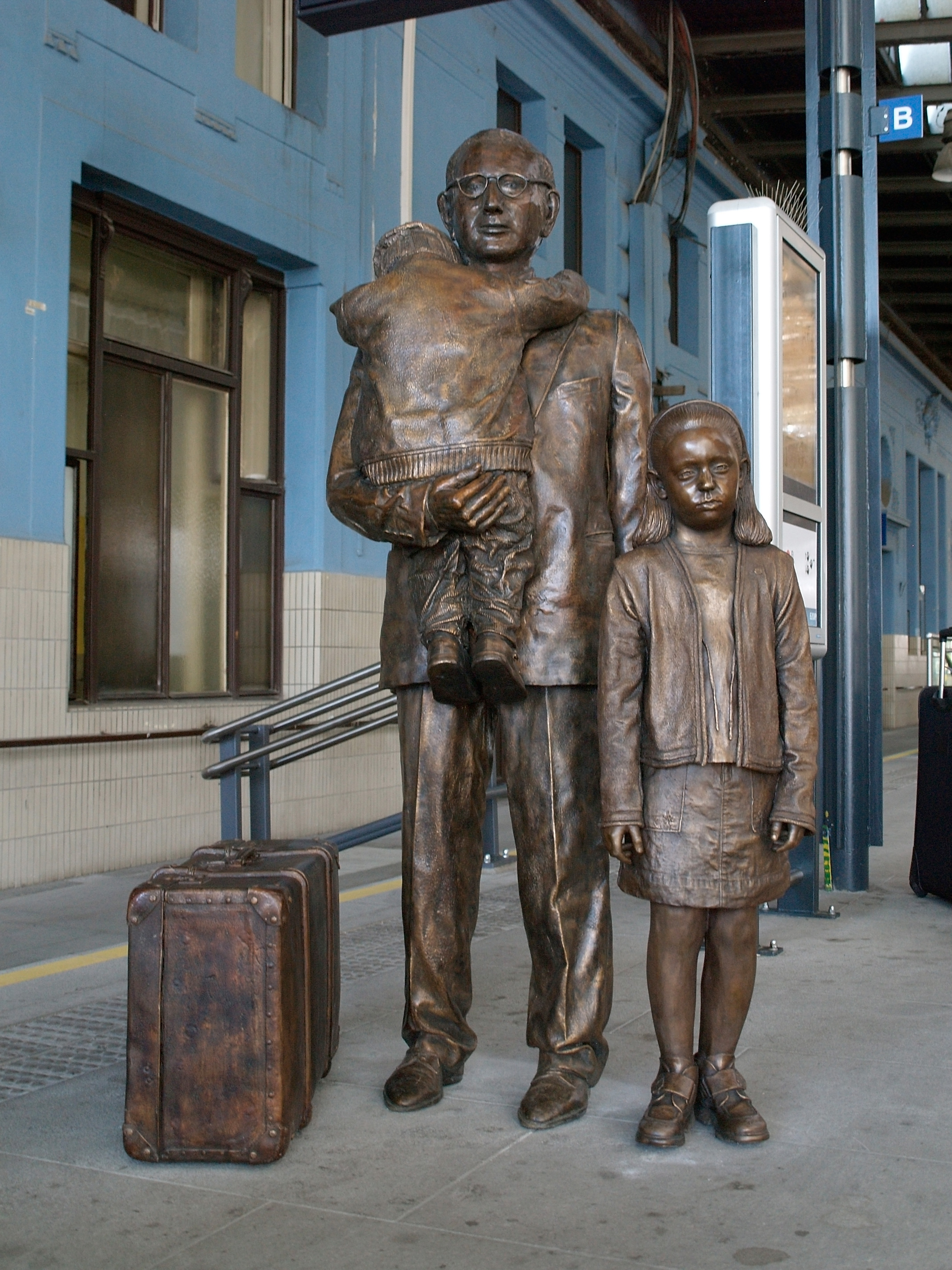
Gedenkteken van Nicholas Winton in het station van Praag, 2009

## 100e verjaardag
Om zijn 100e verjaardag te vieren vloog Winton over vliegveld White Waltham in een ultralicht vliegtuig dat bestuurd werd door Judy Leden, de dochter van een van de jongens die hij gered had. Ter gelegenheid van zijn verjaardag werd ook zijn profiel gepubliceerd in The Jewish Chronicle.

## Overlijden
Winton overleed precies 76 jaar nadat 241 van de kinderen die hij zou redden Praag per trein verlieten. Eerder die dag had BBC News een reportage gepubliceerd over verschillende kinderen die hij gered had.

## Onderscheidingen
Winton heeft verscheidene onderscheidingen gekregen. Hij werd onder meer benoemd tot Lid in de Orde van het Britse Rijk en British Hero of the Holocaust. In oktober 2014 ontving hij uit handen van de Tsjechische president Miloš Zeman de hoogste onderscheiding van Tsjechië, de Orde van de Witte Leeuw (Ie klasse). Wegens zijn Joodse achtergrond kwam hij niet in aanmerking voor de Israëlische eretitel Rechtvaardige onder de Volkeren.

## Populaire cultuur
Wintons werk is het onderwerp van drie films van de Slovaakse filmer Matej Mináč: het drama All My Loved Ones (Vsichni moji blízcí, 1999), waarin Winton wordt gespeeld door Rupert Graves, de documentaire The Power of Good: Nicholas Winton (Síla lidskosti—Nicholas Winton, 2002) die een Emmy Award kreeg en de gedramatiseerde documentaire Nicky's Family (Nickyho rodina, 2011). In 2011 werd in Cambridge het toneelstuk Numbers from Prague over Winton opgevoerd. In 2023 verfilmde James Hawes het leven van Winton in de film One Life met Anthony Hopkins en Johnny Flynn in de hoofdrol.